# Cotis I
Cotis I fue un rey tracio odrisio del siglo IV a. C. Nació durante el reinado de Seutes I. Se convirtió en rey tras asesinar a su predecesor el rey Hebrizelmis. Al conseguir el trono odrisio los atenienses le hicieron su aliado. Para hacer su posición más fuerte Cotis se casó con su hija del estratego (general) ateniense Ifícrates, quien pronto se convirtió en las segunda persona en el mando después del rey. En 375 a. C. los tribalios, una poderosa tribu tracia de Mesia, se rebelaron contra su reino. Una de las razones para esta revuelta era que los tribalios eran incapaces de conseguir artículos lujosos y otros artículos del sur. Cotis paró la rebelión reconstruyendo la ciudad griega de Pistiros. 
En la revuelta de Ariobarzanes de Persia, Cotis se opuso a él y sus aliados, los atenienses. Poco después, fue a la guerra con los atenienses por la posesión del Quersoneso tracio. Resultó victorioso, y hasta el 359 a. C., Cotis controló la totalidad de la península del Quersoneso. Durante el mismo año hizo una alianza con el nuevo rey macedonio, Filipo II. En 358 a. C. fue asesinado por los hijos de un hombre a quien había agraviado.
A su muerte, Tracia se repartió entre sus tres hijos: Cersobleptes recibió el este, Berisades el oeste, y Amádoco II el centro. Los tres reinos cayeron hacia 341 a. C. bajo el dominio de Filipo II de Macedonia. Hay que esperar hasta la llegada de Seutes III, a finales del siglo IV a. C., para que el reino de Tracia recupere su independencia. 